# Adrià Figueras
Adrià Figueras Trejo, född 31 augusti 1988 i Barcelona, är en spansk handbollsspelare (mittsexa). Han spelar sedan 2021 för franska C' Chartres MHB debuterade 2016 för Spaniens landslag. Han har utsetts till Liga Asobals mest värdefulla spelare (MVP) två gånger, 2016 och 2018, då han spelade för BM Granollers.
Med Spaniens landslag har han varit med och tagit två EM-guld 2018 och 2020, två VM-brons 2021 och 2023, OS-brons 2020 och EM-silver 2022.